# Balla Károly (színművész)
Balla Károly (Sály, 1803. június 9. – Mezőcsát, 1881. szeptember 2.) magyar színész, szerkesztő, színigazgató.

## Életpályája
Atyja Balla Ferenc református lelkész volt, anyja Soltész Nagy Erzsébet. 1803. június 20-án keresztelték. Apja szintén papot akart nevelni fiából, de a 17 éves ifjú színésznek állt be és mint komikus kezdte pályafutását, Nagy Károlynál.  Később mint szerelmes színész működött. 1827-ben megnősült, felesége Balla Károlyné Molnár Karolin színésznő. 1828-ban Megyeri Károly igazgatótársa lett. Még ugyanazon évben társaságot alapított és a budapesti közönséget mulattatta. Ezután 15 évig volt igazgató, tagjai között ott találjuk Lendvay Márton, Fáncsy Lajos, Kántorné Engelhardt Anna, Lendvayné, Láng Lajos és neje, Jancsó Pál, Bartha János és Vásárhelyi Károly nevét. 
Feledhetetlen érdemet szerzett a nemzeti nyelv és műveltség terjesztése körül. 1835. november 7-én a Társalkodó 87. számában cikket írt, a Vélemény a magyar játékszín körül tett néhány szóra címmel. 1842-ben a színpadról visszalépve, megalapította a Debrecen-Nagyváradi Értesítőt, mely Debrecenben az első lap volt. „Mellette nem egy vihar zúgott el, nem egy lap keletkezett Debrecenben, de Balla bácsi edzett szívvel, színészi kedéllyel fogadta a viharokat, és boldog egyszerűségét, csakis szeretett nejének és szép lányának halála zavarta meg tartósan” – jellemezte 1874. január 4-i számában a Debrecen-Nagyváradi Értesítő. A lapot 1873-ig szerkesztette, majd tekintettel idős korára, átadta azt másnak. A lap mellett tudakozó intézete is volt saját házában a Burgundia utcában.

## Színpadi szerepei
- Ottavio (Gombos Imre: Az esküvés)
- Percival (Friedrich Halm: Griseldis)
- Lumpácivagabundus (Johann Nepomuk Nestroy: Lumpácivagabundus)
- Rodolpho (Victor Hugo: Angelo)
- Lear (William Shakespeare: Lear király)

## Munkái
- Társalkodó 87. számára Vélemény a magyar játékszín körűl tett néhány szóra: 1835. nov. 7. keltezéssel. (Pest.)
- Körmagyar. Első magyar társastáncz. Debreczen, 1878.

Szerkesztette a nagyváradi Játékszini Zsebkönyvet 1834-re.